# Ed Prentiss
Ed Prentiss (9 de septiembre de 1909 - 18 de marzo de 1992) fue un actor en la era dorada de la radio . Es principalmente conocido por interpretar el papel principal en la versión de radio de Captain Midnight . 

## Primeros años
Prentiss nació como Paul Edward Prentiss  en Chicago, Illinois . Asistió a la Universidad de Iowa .

## Radio
El historiador de la radio Jim Harmon señaló, en su libro The Great Radio Heroes, "Ed Prentiss no fue el primer actor en interpretar a Capitán Medianoche, a diferencia de algunos informes publicados". Después de que Bill Bouchey tuvo el papel en la segunda temporada del programa, Prentiss realizó una audición para la tercera temporada, obtuvo el papel y continuó como Capitán Medianoche durante siete años.
En la telenovela Guiding Light, Prentiss interpretó a Ned (un "joven desaliñado") y fue el "narrador omnisciente" del programa. A partir de 1943, Prentiss fue narrador de un bloque de una hora de duración compuesto por tres telenovelas: Today's Children, The Guiding Light y Woman in White . Los tres programas tenían líneas de historia interconectadas, con la narración de Prentiss "introduciendo cada segmento del programa y uniendo los tres".
Los otros roles de Prentiss en programas de radio incluían los que se muestran en la tabla a continuación. 
| Programa                                | Papel                        |
| --------------------------------------- | ---------------------------- |
| Armstrong del OSE                       | Anunciador                   |
| El programa First Nighter               | Anfitrión : 118              |
| Jack Armstrong, el chico todo americano | Anunciador : 167             |
| Johnny Lujack de Notre Dame             | El compañero de Lujack : 178 |
| Águila de plata                         | Narrador : 304               |
| Río dulce                               | Ministro : 324               |
| Un cuento de hoy                        | Michael Denby                |

Prentiss tenía su propio programa sindicado, Esta es la historia . Un anuncio para el programa de 15 minutos lo describió de la siguiente manera: "Ed Prentiss, el mejor narrador de historias de Estados Unidos ... ofrece historias verdaderas e inusuales, cada una con un final sorprendentemente diferente".
También fue miembro habitual de la hija de Arnold Grimm, Painted Dreams, Bud Barton, The Romance of Helen Trent, Springtime and Harvest  y Holland Housewarming . : 153 

## Película
Prentiss apareció en Westbound (1959) y The FBI Story (1959).

## Televisión
Prentiss interpretó al Dr. Snyder en As the World Turns . Fue uno de los anfitriones de Action Autographs, fue el anfitrión de las Reglas de la mayoría . : 643  y jugó Edward Elliott en Morning Star . : 716 También fue el locutor de That's O'Toole . También jugó un papel en varios westerns de televisión a finales de los años 50 y principios de los 60, a menudo como sheriff. Es reconocido fácilmente por su voz, así como también por su apariencia física. 

## Vida personal
Prentiss se casó con Ivah Davidson el 21 de noviembre de 1941. Tuvieron un hijo, nacido el 14 de septiembre de 1943.